# Kalophrynus limbooliati
Espèce
Kalophrynus limbooliati est une espèce d'amphibiens de la famille des Microhylidae.

## Répartition
Cette espèce se rencontre dans le sud de la Malaisie péninsulaire et à Singapour. 

## Étymologie
Cette espèce est nommée en l'honneur de Boo Liat Lim.

## Publication originale
- (en) Masafumi Matsui, Kanto Nishikawa, Daicus M. Belabut, Ahmad Norhayati et Hoi Sen Yong, « A new species of Kalophrynus (Amphibia, Anura, Microhylidae) from Southern Peninsular Malaysia », Zootaxa, no 3155,‎ 10 janvier 2012, p. 38-46 (ISSN 1175-5326, e-ISSN 1175-5334, OCLC 773718686, lire en ligne).